# Dziedówka
Dziedówka (biał. Дзедаўка; ros. Дедовка, Diedowka) – wieś na Białorusi, w obwodzie homelskim, w rejonie żytkowickim, w sielsowiecie Ludzianiawiczy.
Znajduje się tu przystanek kolejowy Dziedówka, położony na linii Kalinkowicze – Łuniniec.

## Historia
W latach 1919–1920 znajdowała się pod Zarządem Cywilnym Ziem Wschodnich, w okręgu brzeskim, w powiecie mozyrskim. W wyniku traktatu ryskiego miejscowość znalazła się po stronie sowieckiej.
W maju 1943 partyzantka radziecka wykoleiła pod Dziedówką transport z węglem.
Od 1991 w niepodległej Białorusi.